# Улица Мандельштама (Варшава)
Улица Мандельштама (пол. Ulica Mandelsztama) — переулок в самом центре Варшавы, расположенный внутри университетского кампуса на Краковском Предместье, первый в мире переулок имени Осипа Мандельштама.

## История улицы
Решение о присвоении университетскому переулку имени поэта было принято ректором и сенатом университета после предложения председателя польского ПЕН-клуба Адама Поморского. Открыт к 120-летию со дня рождения поэта. 18 мая 2012 года прошо торжественное открытие улицы в главном кампусе Варшавского университета. Табличку с надписью «Ulica Mandelsztama» открыл 81-летний племянник поэта Александр Александрович Мандельштам. На открытии провели поэтические чтения Мандельштама на русском и польском языках.